# Îlot Blanc
Ne doit pas être confondu avec îlet Blanc.
L'îlot Blanc est une île de la Seine située sur le territoire de la commune de Poissy.

## Histoire

Vue général de Poissy par Émile Thérond et Laly vue depuis Carrières-sous-Poissy.

Le 29 janvier 2018, une trentaine de chèvres sont évacuées de l'île en raison des inondations par les agents de la ville de Poissy et du service départemental d’incendie et de secours
A l'issue de cette cru deux zones sédimenteuses sont localisées en aval de l’îlot Blanc 

## Description
Il s'étend sur plus de 630 m de longueur pour une largeur ne dépassant pas 90 m.
L'essentiel de l’île est zoné en espace  boisé classé.